# Taal (volcan)
Pour les articles homonymes, voir Taal.
Le Taal est un volcan des Philippines situé dans le sud de l'île de Luçon, à une soixantaine de kilomètres au sud de Manille. Il s'agit d'une grande caldeira partiellement occupée par le lac Taal, qui contient une île, Volcano Island, contenant elle-même un autre lac (contenant lui-même un piton rocheux, lequel est donc une île dans un lac dans une île dans un lac dans une île). Toujours en activité, le volcan culmine à 400 mètres d'altitude. Ses nombreuses éruptions explosives ayant entraîné des nuées ardentes et des tsunamis en font le volcan le plus meurtrier des Philippines.

## Géographie

### Localisation
Le Taal est un volcan des Philippines qui se trouve dans le sud de l'île de Luçon, dans la province de Batangas, à une soixantaine de kilomètres au sud de Manille, la plus grande ville du pays, au sud-ouest de la Laguna de Bay, le plus grand lac du pays, et au contact de zones densément peuplées constituées par la grande banlieue de Manille au nord-ouest (province de Cavite) et par les villes de Lipas City à l'est, Batangas City au sud ainsi que Lemery et Taal au sud-ouest.

### Topographie

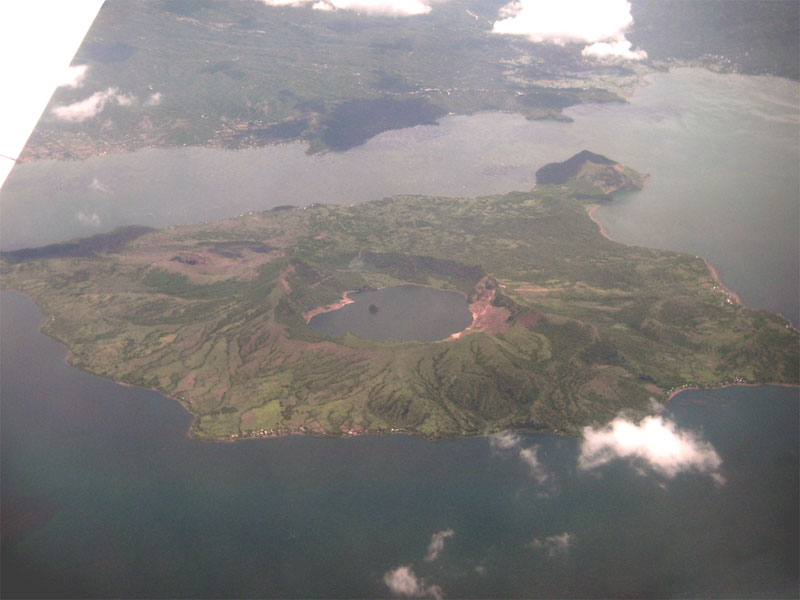
Vue aérienne de Volcano Island entourée par le lac Taal.

Le Taal est constitué d'une caldeira mesurant quinze kilomètres de largeur pour vingt kilomètres de longueur. Il abrite un lac, le lac Taal, d'une superficie de 267 km2 ce qui en fait le troisième du pays, profond de 160 mètres au maximum, culminant à trois mètres d'altitude et se déversant dans la baie de Balayan de la mer de Chine méridionale par la rivière Pansipit.
Le lac Taal contient plusieurs îles dont la plus grande, Volcano Island, est située dans le centre nord du lac et siège de l'activité volcanique,. Volcano Island est elle-même couronnée par une caldeira de trois kilomètres de diamètre qui renferme elle aussi un lac de cratère,. Ainsi, le lac de cratère de Volcano Island est le plus grand lac sur une île dans un lac sur une île au monde et le piton volcanique situé dans le lac de cratère de Volcano Island est la plus grande île dans un lac sur une île dans un lac sur une île au monde. L'île est formée de la réunion de 47[réf. nécessaire] cônes de tufs, stratovolcans et autres cônes volcaniques culminants à 400 mètres d'altitude et dont certains sont encore immergés. Sur le flanc sud-ouest de l'île se trouve un autre cratère, le Tabaro, qui est le siège des dernières éruptions du Taal. Le Binintiang Malaki, terme tagalog qui signifie en français « la grande jambe », est un cône culminant à 263 mètres d'altitude visible depuis le rebord de la caldeira et qui est souvent confondu avec le cratère principal de Volcano Island.

### Géologie
Le Taal est un volcan appartenant à la ceinture de feu du Pacifique et ayant des éruptions explosives ce qui le classe parmi les volcans gris. La majorité de ses éruptions d'indice d'explosivité volcanique allant de 1 à 4 se traduisent par des explosions phréatiques, la production de tsunamis ainsi que l'émission de nuées ardentes et parfois de coulées de lave.

## Histoire

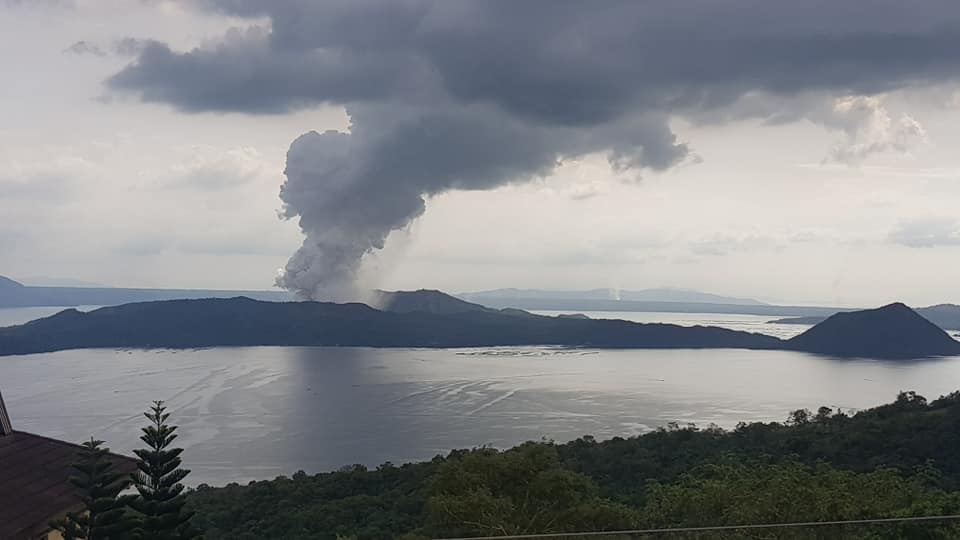
Le Taal en éruption le 12 janvier 2020

Depuis l'observation de sa première éruption en 1572, le Taal est entré 33 fois en éruption qui se sont toutes déroulées sur Volcano Island, la plus grande île du lac Taal, qui s'est agrandie de 25 % et dont les effets ont été confinés dans la caldeira, non sans provoquer parfois des dégâts et des pertes humaines,. Occasionnellement, de grandes éruptions affectent la région comme celle de 1749 au cours de laquelle des séismes secouent le sud de l'île de Luçon et agrandissent le lac Taal ou comme celle de 1754 lorsqu'une colonne plinienne entraîne des retombées de téphras dans la région actuellement occupée par l'agglomération de Manille. L'éruption la plus meurtrière fut celle de 1911 qui fit 1 335 victimes ; la dernière éruption meurtrière a eu lieu en 1965 avec 200 victimes.

### Éruption de 2020
Le 12 janvier 2020, 43 ans après sa précédente éruption en 1977, le Taal entre soudainement en éruption. Depuis Volcano Island, des explosions phréato-magmatiques projettent des gaz et des cendres jusqu'à une altitude de quinze kilomètres, des fontaines de lave font leur apparition et le sol vibre en permanence. Craignant une éruption de plus grande ampleur, les autorités évacuent plusieurs milliers de personnes de cette région densément peuplée et touristique et plusieurs dizaines de vols sont annulés au départ ou en provenance de l'aéroport de Manille.
En raison de son histoire éruptive, de sa géologie et de sa proximité avec des enjeux humains, le Taal a été sélectionné parmi les volcans de la décennie dans les années 1990.